# Xenuroturris emmae
Xenuroturris emmae é uma espécie de gastrópode do gênero Xenuroturris, pertencente a família Turridae.